# Анзобский тоннель
Анзобский тоннель («Истиклол», тадж. Нақби «Истиқлол») — автомобильный тоннель на дороге между Душанбе и Худжандом длиной более 5 км, расположен в 80 км севернее Душанбе.
Тоннель облегчает преодоление Гиссарского хребта и обеспечивает круглогодичную автомобильную связь между северными (Согдийская область) и южными районами Таджикистана. Ранее в зимний период проезд в северные районы Таджикистана через Анзобский перевал (высота 3372 м) был закрыт в течение 6 месяцев. Тоннель сократил дорогу между Худжандом и Душанбе на 30 км, а время в пути по новому маршруту — сократилось до 5 часов.
До ввода в октябре 2012 года в строй тоннеля под Шахристанским перевалом длиной 5253 метра, тоннель «Истиклол» являлся самым длинным автодорожным тоннелем на территории стран СНГ.

## История строительства

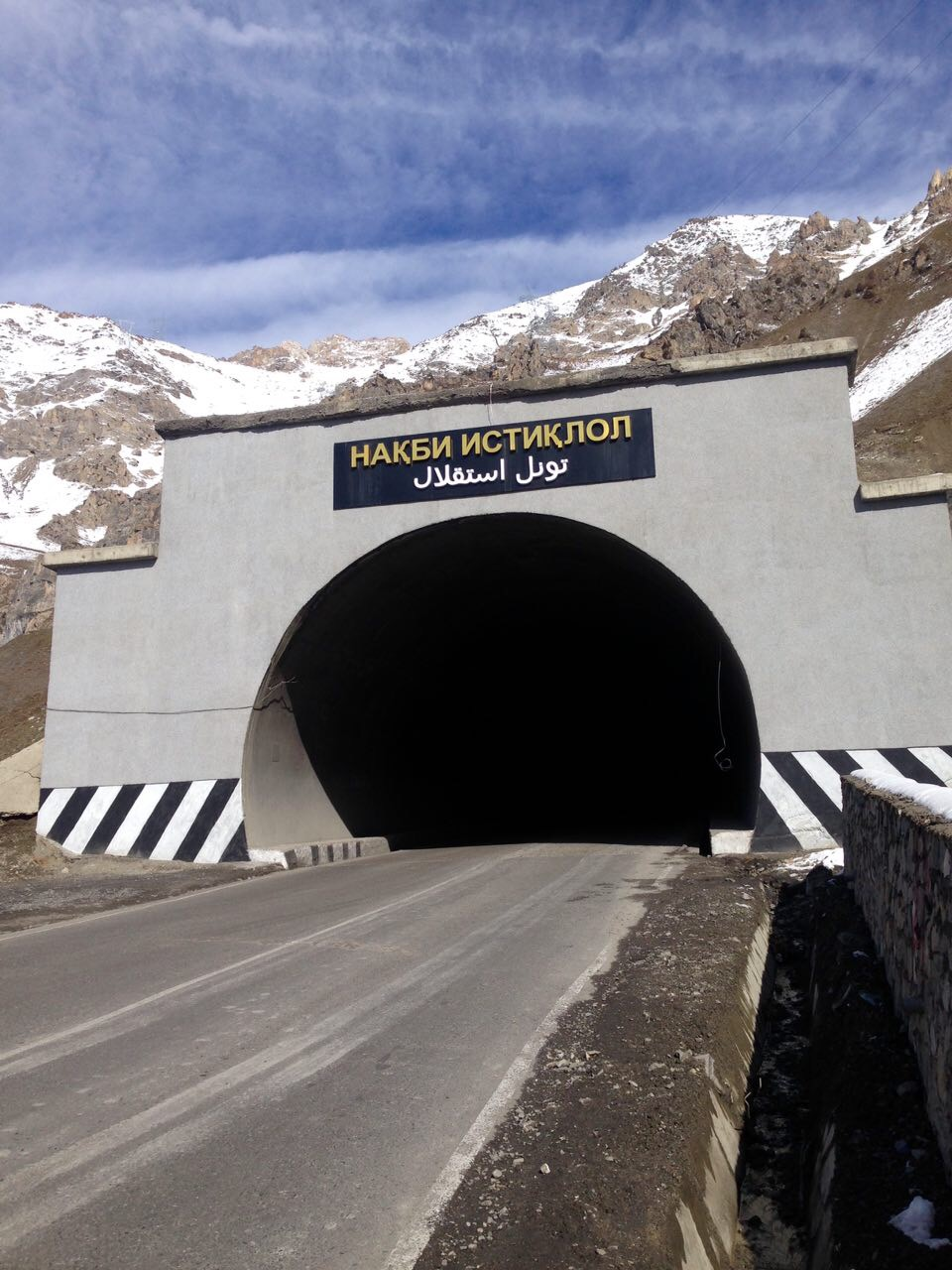
Южный вход в Анзобский тоннель

Проектирование тоннеля было выполнено специалистами московского института «Гидроспецпроект» и проектно-изыскательского института «Таджикгипротрансстрой» в 1980-х годах. Строительство началось в 1988 году, но было приостановлено в 1993 году после распада СССР. В 1999 году Таджикистан возобновил работы по проходке тоннеля, а с 2003 года к работам были привлечены иранские строительные компании. В 2003 году Иран и Таджикистан подписали соглашение о строительстве тоннеля «Истиклол» (рус. Независимость), размер финансирования составил $39 млн. Из этих средств $10 млн - грантовое финансирование правительства Ирана, $7,8 млн — доля таджикского правительства и $21,2 млн — кредит иранской стороны. Официальная церемония открытия тоннеля состоялась 26 июля 2006 года с участием Президента Таджикистана Эмомали Рахмона и Президента Ирана Махмуда Ахмадинежада. Хотя церемония сдачи данного объекта в эксплуатацию состоялась еще в 2006 году, он достраивался ещё больше 10 лет. Несколько лет внутри тоннеля проводились ремонтные работы по укреплению  водопроницаемости стен и частичный ремонт автотрассы. В 2015 году Таджикистан и Иран выделили дополнительно по $3 млн для достройки размытой и разбитой автотрассы внутри тоннеля. Во время ремонтных работ перевозки временно осуществлялись по старой автотрассе через Анзобский перевал. Официально тоннель введён в эксплуатацию 30 августа 2017 года.
Планируемое завершение строительства тоннеля предполагает установку систем вентиляции, освещения, надзора за безопасностью и пожаротушения. Финансирование завершения строительства тоннеля планируется осуществить в размере $11 млн, из которых $5,5 млн предоставит правительство Ирана и $5,5 млн предоставит правительство Таджикистана. Выполнять установку систем будет иранская компания «Фароб» (Farab).